# ۱۰۶۴ (میلادی)

## رویدادها
- زمین‌لرزه آنی. گفته شده است که زمینلرزه‌ای در آنی ارمنستان آسیب چشمگیری به برج وباروی شهر رساند.